# Präsident Vargas
Der Presidente Vargas zählt zu den größten Diamanten und ist der bisher größte je in Brasilien gefundene Rohdiamant. Sein Namensgeber war Getúlio Vargas, der damalige Präsident Brasiliens.
Der Diamant wurde 1938 im Fluss San Antonio, Munizipio Coromandel, Minas Gerais, gefunden und hatte ein Gewicht von 726,8 ct. (145,36 g).
1941 wurde er zu 29 Steinen verschliffen (die größeren im Emerald-Cut), die zusammen noch ein Gewicht von 411 ct. (82,2 g) hatten.